# Wu Pingfeng
Wu Pingfeng (吴坪枫S, Wú PíngfēngP; Zhongshan, 1º novembre 1981) è un ex calciatore cinese, di ruolo ala.